# Storks
Storks (bra: Cegonhas - A História que Não te Contaram; prt: Cegonhas) é um filme de animação digital em 3D americano de 2016, dos gêneros aventura e comédia, produzido pelo Warner Animation Group e distribuído pela Warner Bros. Pictures. Foi dirigido por Nicholas Stoller e Doug Sweetland (o último em sua estreia no cinema), escrito por Stoller e estrelado pelas vozes de Andy Samberg, Katie Crown, Kelsey Grammer, Jennifer Aniston, Ty Burrell, Keegan-Michael Key, Jordan Peele, Stephen Kramer Glickman e Danny Trejo.
O filme segue um grande sucesso com a cegonha entregadora (Junior) e sua parceira humana (Tulip), trabalhando no centro de distribuição de uma enorme loja online, Cornerstore.com, situada no alto das montanhas. Depois que um menino envia uma carta para a empresa, os dois acidentalmente criam um bebê feminino usando a fábrica de bebês extinta que as cegonhas costumavam usar em seu negócio original de fazer e entregar bebês. Para proteger o bebê do gerente da empresa e garantir a promoção de Júnior para sucedê-lo, os dois embarcaram em uma jornada para entregar o bebê à família do menino.
Storks estreou em Los Angeles em 17 de setembro de 2016 e foi lançado seis dias depois em 3D, IMAX e formatos convencionais. O filme recebeu críticas geralmente mistas da crítica, que elogiou a animação, o humor e a dublagem, mas criticou o roteiro. Ele arrecadou US$ 183 milhões em todo o mundo contra um orçamento de US$ 70 milhões.

## Enredo
Por gerações, as cegonhas da Montanha das Cegonhas entregavam bebês a famílias ao redor do mundo, até que uma cegonha chamada Jasper tentou manter uma menina para si. Jasper acidentalmente destruiu o farol de endereço do bebê e foi para o exílio. Incapazes de fazer a entrega da menina órfã, as cegonhas a adotaram com o nome de Tulipa. O cegonha CEO Hunter (Rocha no Brasil) interrompeu a entrega de bebês em favor da entrega de pacotes com a LojadaEsquina.com.
Dezoito anos depois, Tulipa, a única humana na montanha das cegonhas, que arranja muitas confusões na fábrica, agora uma jovem adulta, tenta promover novas ideias para a LojadaEsquina.com, que saem pela culatra e fazem a empresa perder estoques. Hunter a declara um grande fardo e responsabilidade por essa incompetência (os gráficos também justificam isso, pois toda vez que ela tenta ajudar, o lucro deles diminui, e quando progride é quando ela está ausente). O chefe designa o cegonha de entrega, Júnior, para demitir Tulipa para que ele seja promovido a chefe. Júnior não consegue fazer isso e, em vez disso, à esconde no Departamento de Cartas.
Enquanto isso, um menino chamado Nate Gardner (Nando no Brasil), que mora com seus pais viciados em trabalho, Henry e Sarah (Henrique e Sara no Brasil), está se sentindo solitário e quer um irmão mais novo. Ele envia uma carta para a Cornerstore e ela chega a Tulipa, que entra na extinta fábrica de bebês e insere a carta na máquina de fazer bebês, fazendo com que ela crie uma menina de cabelo rosa. Júnior fere sua asa ao tentar desligar a máquina. Com medo de que o chefe o demita, Júnior concorda em acompanhar Tulipa e secretamente entregar o bebê para sua família usando uma nave voadora improvisada que Tulipa inventou. Eles eventualmente caem, escapam de uma matilha de lobos que se apaixonam pelo bebê e alcançam a civilização, durante a qual Júnior e Tulipa se unem ao bebê e lhe dão o nome de Joia do Destino. Nesse ínterim, Henrique e Sara se abrem ao desejo de Nando por um irmão mais novo e passam um tempo com o filho construindo uma plataforma de pouso para as cegonhas.
Júnior e Tulipa encontram Jasper, que os seguiu desde a Montanha das Cegonhas. Jasper quase consertou o farol de entrega de Tulipa, mas está faltando uma peça, que estava em posse de Tulipa há anos. Júnior confessa a Tulipa que deveria despedi-la, mas que não conseguiu, e uma triste Tulipa parte com Jasper para encontrar sua família enquanto Júnior continua sozinho para entregar Joia do Destino. Luke, um pombo funcionário da LojadaEsquina.com, descobre sobre Joia do Destino e informa ao chefe, que redireciona o sinalizador de endereço dela, que leva Júnior a uma armadilha, fazendo com que ele entregue a bebê em uma falsa casa em uma área industrial. O chefe demite Júnior e manda Joia do Destino morar com pinguins até que ela se torne adulta, a fim de silenciar o incidente e evitar mais ações em queda enquanto Júnior é amarrado e amordaçado até sua tentativa de espera de morte.
Após se recusar a conhecer seus pais sem antes entregar a bebê, Tulipa vai até a falsa casa onde Júnior está, desamarra ele, e então retornam à Montanha das Cegonhas para salvar a bebê dos pinguins, onde está ocorrendo um evento altamente antecipado da LojadaEsquina.com. Quando eles são encurralados na Fábrica de Bebês pelo chefe e os outros funcionários da cegonha, Júnior envia milhões de cartas arquivadas de famílias para a máquina de fazer bebês, fazendo com que ela produza bebês rapidamente e distraia as cegonhas. O chefe assume o controle de um guindaste gigante e tenta destruir a Fábrica de Bebês. Júnior, Tulipa e outras cegonhas veem que a bebê está apertando um botão que controla a máquina, Júnior pega o controle e coloca a máquina para fora, ela cai em cima da estrutura que conecta a fábrica a Montanha das Cegonhas. O chefe que está preso dentro do guindaste e tenta sem sucesso matar Júnior e Tulipa, por acidente acaba danificando a fábrica da LojadaEsquina.com, onde no fim ela desaba sobre o oceano, o levando junto para a morte.
Após a destruição da LojadaEsquina.com, Júnior reúne as cegonhas para entregar todos os bebês às suas famílias. Júnior, Tulipa e Jasper entregam a bebê aos Gardners, e Júnior tem uma visão do futuro dela, dando seus primeiros passos, aprendendo a andar de bicicleta, estar no balé, treinando suas habilidades ninja, se formando e se casando. Nando a princípio não fica feliz por não ter um irmão mais novo, mas rapidamente se anima ao ver as habilidades ninja de sua nova irmã. Tulipa finalmente conhece sua família, as cegonhas voltam a entregar bebês e Júnior e Tulipa continuam trabalhando como co-chefes na Montanha das Cegonhas.

## Elenco
| Personagem                              | Elenco original Estados Unidos | Elenco Portugal |
| --------------------------------------- | ------------------------------ | --------------- |
| Júnior                                  | Andy Samberg                   | Nuno Markl      |
| Tulipa (br)/Tulip (pt)                  | Kate Crown                     | Leonor Seixas   |
| Nando Jardim (br)/Nate Gardner (pt)     | Anton Starkman                 |                 |
| Sara Jardim (br)/Sarah Gardner (pt)     | Jennifer Aniston               |                 |
| Henrique Jardim (br)/Henry Gardner (pt) | Ty Burrell                     |                 |
| Rocha (br)/Hunter (pt)                  | Kelsey Grammer                 |                 |
| Pombo Luke (br)/Pombo Dá-Graxa (pt)     | Stephen Kramer Glickman        | Manuel Marques  |
| Jasper                                  | Danny Trejo                    | Filipe Duarte   |
| Lobo Alfa                               | Keegan-Michael Key             |                 |
| Lobo Beta                               | Jordan Peele                   | Eduardo Madeira |
| Douglas (br)/Dougland (pt)              | Christopher Nicholas Smith     |                 |
| Codorna (br)/Quail (pt)                 | Awkwafina                      |                 |

## Produção
O projeto foi anunciado pela primeira vez em janeiro de 2013, quando a Warner Bros. formou seu "think tank" de animação com alguns diretores e escritores para desenvolver filmes de animação, Nicholas Stoller foi contratado pelo estúdio para criar e escrever Storks, enquanto Doug Sweetland foi contratado para dirigir o filme. Em 20 de abril de 2015, Andy Samberg e Kelsey Grammer foram adicionados ao elenco do filme, e foi anunciado que Stoller e Sweetland iriam codirigir o filme, enquanto Stoller produziria o filme ao lado de Brad Lewis. A ideia original do filme foi desenvolvida pela Warner Bros. Animation. Keegan-Michael Key e Jordan Peele também foram anunciados ao elenco do filme. Em 15 de junho de 2016, Jennifer Aniston foi anunciada como parte do elenco. A Sony Pictures Imageworks cuidou dos serviços de animação do filme.

## Trilha sonora
A trilha sonora do filme foi composta por Mychael e Jeff Danna. A trilha sonora foi lançada em 16 de setembro de 2016, pela WaterTower Music. O filme apresentava as canções "How You Like Me Now" do The Heavy, "And She Was" dos Talking Heads, "Keep on Loving You" de REO Speedwagon e "Fire and the Flood" de Vance Joy, mas essas músicas não aparecem na trilha sonora. A música "Kiss the Sky" de Jason Derulo foi feita para o filme, mas não aparece na trilha sonora. A trilha sonora também contém "Holdin 'Out", interpretada por The Lumineers.

### Lista de faixas
Todas as músicas foram compostas por Mychael e Jeff Danna, exceto "Holdin' Out".
| Storks (Original Motion Picture Soundtrack) |                                        |                                 |                |         |  |
| N.º                                         | Título                                 | Compositor(es)                  | Intérprete(s)  | Duração |  |
| 1.                                          | "Stork Mountain"                       |                                 |                | 1:08    |  |
| 2.                                          | "Our New Phones"                       |                                 |                | 0:42    |  |
| 3.                                          | "Boss"                                 |                                 |                | 2:13    |  |
| 4.                                          | "Orphan Tulip"                         |                                 |                | 1:25    |  |
| 5.                                          | "I Want a Baby Brother"                |                                 |                | 2:59    |  |
| 6.                                          | "Bored, Bored, Bored"                  |                                 |                | 0:36    |  |
| 7.                                          | "Ninja Force Attack"                   |                                 |                | 1:02    |  |
| 8.                                          | "Monumental Screw Up"                  |                                 |                | 1:40    |  |
| 9.                                          | "The Baby Factory"                     |                                 |                | 2:13    |  |
| 10.                                         | "Deliver This Thing"                   |                                 |                | 1:31    |  |
| 11.                                         | "Five More Minutes, And Then We Stop"  |                                 |                | 1:40    |  |
| 12.                                         | "Good Day Orphan Tulip"                |                                 |                | 1:07    |  |
| 13.                                         | "Wolf Pack"                            |                                 |                | 3:38    |  |
| 14.                                         | "Fleeting Moments, Precious Memories"" |                                 |                | 1:40    |  |
| 15.                                         | "You'll Find Your Family"              |                                 |                | 1:31    |  |
| 16.                                         | "Suddenly, You're In a Suit"           |                                 |                | 0:54    |  |
| 17.                                         | "Wolf Pack Minivan"                    |                                 |                | 2:13    |  |
| 18.                                         | "Defusing Diamond Destiny"             |                                 |                | 2:01    |  |
| 19.                                         | "I Have the Missing Piece"             |                                 |                | 1:09    |  |
| 20.                                         | "Tulip's Family"                       |                                 |                | 1:57    |  |
| 21.                                         | "Gentrification"                       |                                 |                | 1:36    |  |
| 22.                                         | "Return To Cornerstore"                |                                 |                | 0:59    |  |
| 23.                                         | "They Don't Deliver Babies"            |                                 |                | 1:17    |  |
| 24.                                         | "Sphericus"                            |                                 |                | 1:24    |  |
| 25.                                         | "Hand Over the Package"                |                                 |                | 0:56    |  |
| 26.                                         | "A Million Babies"                     |                                 |                | 1:55    |  |
| 27.                                         | "Destroy the Baby Machine"             |                                 |                | 2:07    |  |
| 28.                                         | "This Is Our Mission"                  |                                 |                | 1:16    |  |
| 29.                                         | "Always Deliver"                       |                                 |                | 2:03    |  |
| 30.                                         | "Holdin' Out"                          | Jeremiah Fraites Wesley Schultz | The Lumineers  | 3:06    |  |
| Duração total:                              | Duração total:                         | Duração total:                  | Duração total: | 50:02   |  |

## Lançamento
Storks seria originalmente lançado em 10 de fevereiro de 2017, que a Warner Bros. havia redefinido para LEGO Batman: O Filme. O filme foi lançado em 23 de setembro de 2016, que foi previamente definido para LEGO Ninjago: O Filme, que foi transferido para um ano depois. Storks foi precedido por The Master, um curta-metragem de cinco minutos baseado na linha de sets Lego Ninjago, o curta foi posteriormente relançado nos cinemas com LEGO Batman: O Filme em cinemas selecionados no Reino Unido.

### Home media
Storks foi lançado pela Warner Home Video em Blu-ray (2D, 3D e 4K Ultra HD) e DVD em 20 de dezembro de 2016, com um lançamento digital em 6 de dezembro de 2016. Os extras incluíram um curta-metragem de dois minutos, intitulado Storks: Guide to Your New Baby (com o título na tela: Pigeon Toady's Guide to Baby's) e o curta-metragem de Lego Ninjago, The Master.

## Recepção

### Bilheteria
Storks arrecadou US$ 72,7 milhões nos Estados Unidos e Canadá e US$ 109,7 milhões em outros países, com um total mundial de US$ 182,4 milhões, com um um orçamento de US$ 70 milhões.
Nos Estados Unidos e Canadá, Storks estreou ao lado de Sete Homens e Um Destino, e foi originalmente projetado para arrecadar cerca de US$ 30 milhões em 3.922 cinemas em seu fim de semana de estreia, com algumas estimativas chegando a US$ 36 milhões. O The Hollywood Reporter observou que, nas últimas décadas, a Warner Bros. não foi capaz de produzir filmes de animação lucrativos e de muito sucesso, exceto Space Jam: O Jogo do Século em 1996, O Expresso Polar em 2004, Happy Feet: O Pinguim em 2006 e Uma Aventura LEGO em 2014 e o estúdio esperava que Storks reproduzisse esse sucesso. Ele arrecadou US$ 435.000 nas prévias de quinta-feira e apenas US$ 5,7 milhões no primeiro dia, reduzindo as projeções do fim de semana para US$ 20 milhões. Ele acabou ganhando US $ 21,8 milhões, terminando em segundo na bilheteria atrás de Sete Homens e Um Destino, que teve US$ 35 milhões.
Internacionalmente, o filme estreou em conjuntura com sua estreia na América do Norte em 34 territórios estrangeiros, incluindo países como Rússia, China, Índia e Japão.

### Crítica especializada
No site agregador de crítica Rotten Tomatoes, o filme tem uma taxa de aprovação de 65% com base em 139 resenhas e tem uma classificação média de 6.10/10. O consenso crítico do site diz: "Animação colorida e um elenco charmoso ajudam Storks a alcançar uma decolagem limitada, mas piadas espalhadas e um enredo confuso e hiperativo o impedem de realmente subir.". No Metacritic, o filme tem uma pontuação de 56 de 100 com base em 31 críticas, indicando "críticas mistas ou médias".
Michael Rechtshaffen, do The Hollywood Reporter, deu uma crítica positiva ao filme e disse: "Há uma boa e divertida brincadeira no relacionamento entre Samberg e o envolvente recém-chegado Crown. Essa vibração animada de vaivém também se estende para a dinâmica de Aniston/Burrell e Key/Peele.". Peter Hartlaub, do San Francisco Chronicle, escreveu: "Quem quer que esteja administrando o Warner Animation Group parece estar permitindo que lunáticos administrem o asilo. E isso é uma coisa maravilhosa.". Tom Russo, do The Boston Globe, deu ao filme três estrelas de quatro e disse: "As cegonhas são conhecidas por entregar pacotes que são irresistíveis, exaustivamente ativos às vezes, e frequentemente muito bagunçados. Que coisa completamente apropriada, então, esse longa-metragem de animação 3-D da Warner Bros., Storks, oferece o mesmo.".
Owen Gleiberman, da Variety, deu ao filme uma crítica mista e chamou-o de "uma comédia de animação extremamente sem graça". Samantha Ladwig, do IGN, avaliou o filme com 4+1 ⁄ 2 (de 10) e disse "Storks começa bem o suficiente e dá algumas risadas, mas no final das contas não tem certeza do que é.". Jesse Hassenger, do The A.V. Club, observou a "suposição dos cineastas[...] de que se as falas forem ditas muito rápido e em vozes tolas, elas se tornarão engraçadas" e criticou a Warner Bros. por lançar uma animação genérica junto as mesmas linhas seguras do que "outras casas de animação de segunda linha" estão produzindo: "Uma Aventura LEGO trouxe consigo a esperança de que o estúdio pudesse recuperar parte do território da animação que há muito cedeu a outros estúdios. Storks, no entanto, é apenas mais um desenho animado.".
Joe Morgenstern, do The Wall Street Journal, fez uma crítica negativa ao filme, dizendo "O filme inteiro parece estar avançando rapidamente, com diálogos esmagadores e sem cérebro, imagens vazias e nenhuma maneira de desacelerar a ação febril ou dar sentido ao enredo caótico.". Barbara VanDenburgh, do The Arizona Republic, disse: "Storks não têm charme com obrigações rotineiras. Este é um filme infantil de aluguel, sem nenhuma criatividade, emoção e design que elevam o gênero à arte, ou mesmo simplesmente um momento divertido no filme.".

### Prêmios
| Prêmio                       | Categoria                                                                       | Destinatário(s)                                             | Resultado | Ref(s) |
| ---------------------------- | ------------------------------------------------------------------------------- | ----------------------------------------------------------- | --------- | ------ |
| Annie Awards                 | Conquista notável, atuação de voz em uma produção de longa-metragem de animação | Katie Crown                                                 | Indicado  | [ 40 ] |
| Heartland Film Festival 2016 | Verdadeiro Filme em Movimento                                                   | Nicholas Stoller                                            | Venceu    | [ 41 ] |
| Hollywood Film Awards        | Compositor de Filme de Hollywood                                                | Mychael Danna (também para Billy Lynn's Long Halftime Walk) | Venceu    | [ 42 ] |
| Village Voice Film Poll      | Melhor Animação                                                                 | "Storks"                                                    | Indicado  | [ 43 ] |